# Grêmio Esportivo Olímpico
Grêmio Esportivo Olímpico, ook bekend als Olímpico was een Braziliaanse voetbalclub uit Blumenau in de staat Santa Catarina.

## Geschiedenis
De club werd opgericht in 1919 als Sociedade Desportiva Blumenauense en nam in 1949 de naam Grêmio Esportivo Olímpico aan. In 1949 en 1964 won de club het staatskampioenschap. In 1971 werd de club ontbonden.
In 1980 veranderde de club Palmeiras FC, dat in 1919 als Brasil werd opgericht, de naam in Blumenau EC en nam in de nieuwe clubkleuren het donkerrood van het vroegere Olímpico over.

## Erelijst
Campeonato Catarinense